# Resolutie 252 Veiligheidsraad Verenigde Naties
Resolutie 252 van de Veiligheidsraad van de Verenigde Naties werd aangenomen op 21 mei 1968. Dat gebeurde op de 1426e vergadering van de Raad. De resolutie verklaarde dat de bestuurlijke wijzigingen die Israël had doorgevoerd in Oost-Jeruzalem nietig waren.

## Achtergrond
Sinds het uitroepen van de staat Israël in 1948 had geen enkel Arabisch land Israël erkend, en velen verwachtten niet dat Israël nog erg lang zou blijven bestaan. Na de Zesdaagse Oorlog waren de spanningen bovendien erg hoog. Israël had de oorlog gewonnen, en had met de Westelijke Jordaanoever ook Oost-Jeruzalem veroverd op Jordanië. Kort daarop werd de stad geannexeerd en bestuurlijk samengevoegd met West-Jeruzalem. Vervolgens verschenen de Israëlische nederzettingen in de bezette gebieden, waaronder Oost-Jeruzalem, waaraan de Palestijnen steeds meer grondgebied verloren.

## Inhoud
De Veiligheidsraad riep de resoluties 2253 en 2254 van de Algemene Vergadering in herinnering. De brief van de permanente vertegenwoordiger van Jordanië en het rapport van secretaris-generaal U Thant werden bemerkt.
Na het horen van verklaringen voor de raad werd opgemerkt dat na de resoluties hierboven, Israël meer acties in tegenspraak met de resoluties heeft ondernomen. De Veiligheidsraad wilde naar een goede en langdurige vrede toe werken, en bevestigde dat het verkrijgen van grondgebied door militaire verovering niet toelaatbaar was.
Het verzuim van Israël om gehoor te geven aan de Algemene Vergadering werd betreurd. Opgemerkt werd dat de administratieve wijzigingen in Jeruzalem door Israël allemaal niet legaal waren, en de status van Jeruzalem niet konden veranderen. Israël werd met klem opgeroepen om deze administratieve veranderingen terug te draaien en niet langer veranderingen in de status van Jeruzalem door te voeren. De secretaris-generaal werd opgeroepen om te rapporteren over het naleven van de resolutie.

## Verwante resoluties
- Resolutie 250 Veiligheidsraad Verenigde Naties
- Resolutie 251 Veiligheidsraad Verenigde Naties
- Resolutie 256 Veiligheidsraad Verenigde Naties
- Resolutie 258 Veiligheidsraad Verenigde Naties

Lijst ·  245 ·  246 ·  247 ·  248 ·  249 ·  250 ·  251 ·  252 ·  253 ·  254 ·  255 ·  256 ·  257 ·  258 ·  259 ·  260 ·  261 ·  262